# Tomoderus mediofasciatus
Tomoderus mediofasciatus es una especie de coleóptero de la familia Anthicidae.

## Distribución geográfica
Habita en Indonesia.